# Советский район (Астрахань)
Советский район — один из четырёх внутригородских районов Астрахани.

## География

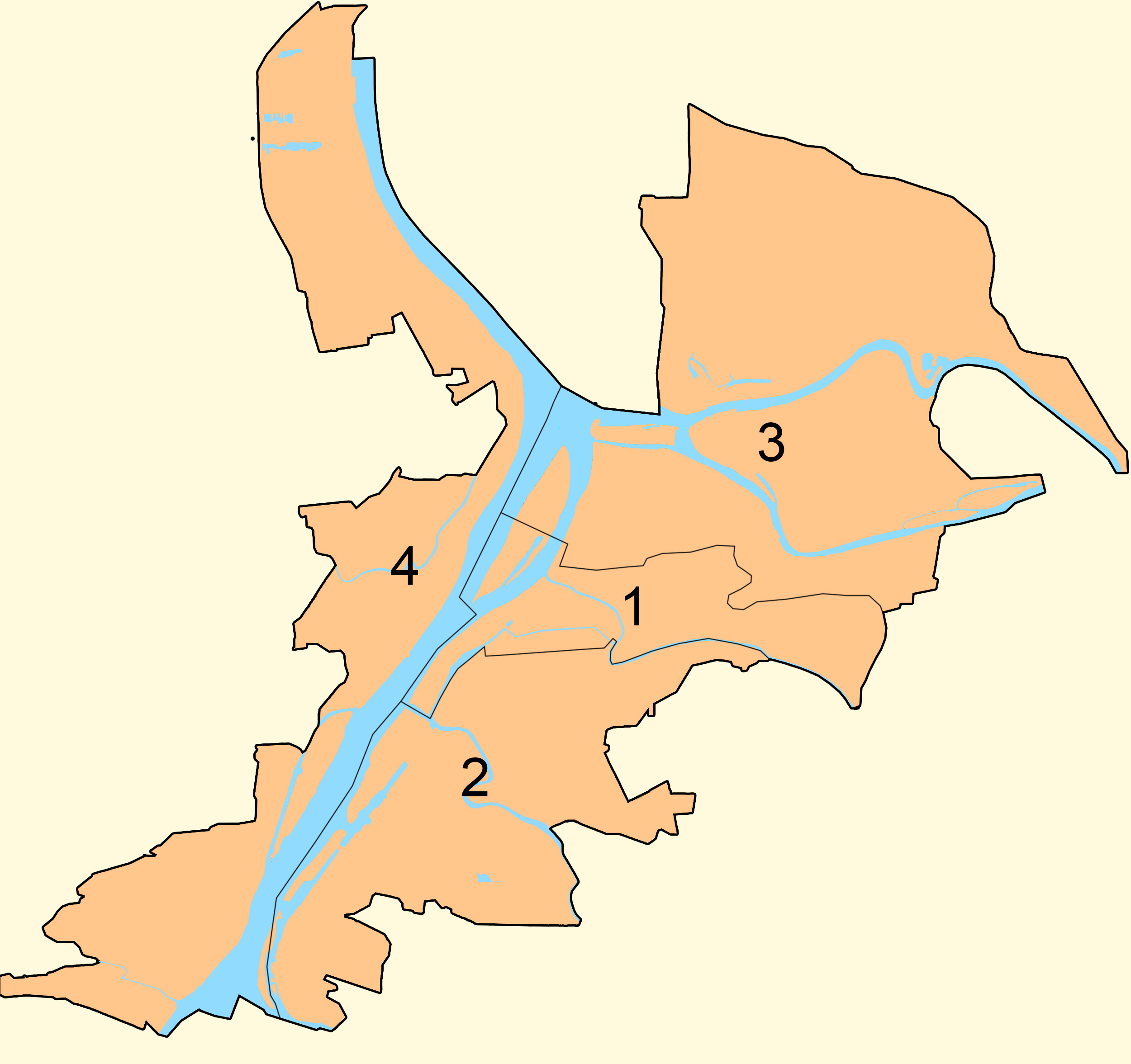
2 — Советский район на карте Астрахани

Район расположен в юго-восточной части города на левом берегу Волги. Граничит: с северо-запада и запада с Кировским районом г. Астрахани — по реке Кутум, ул. Бакинской, 

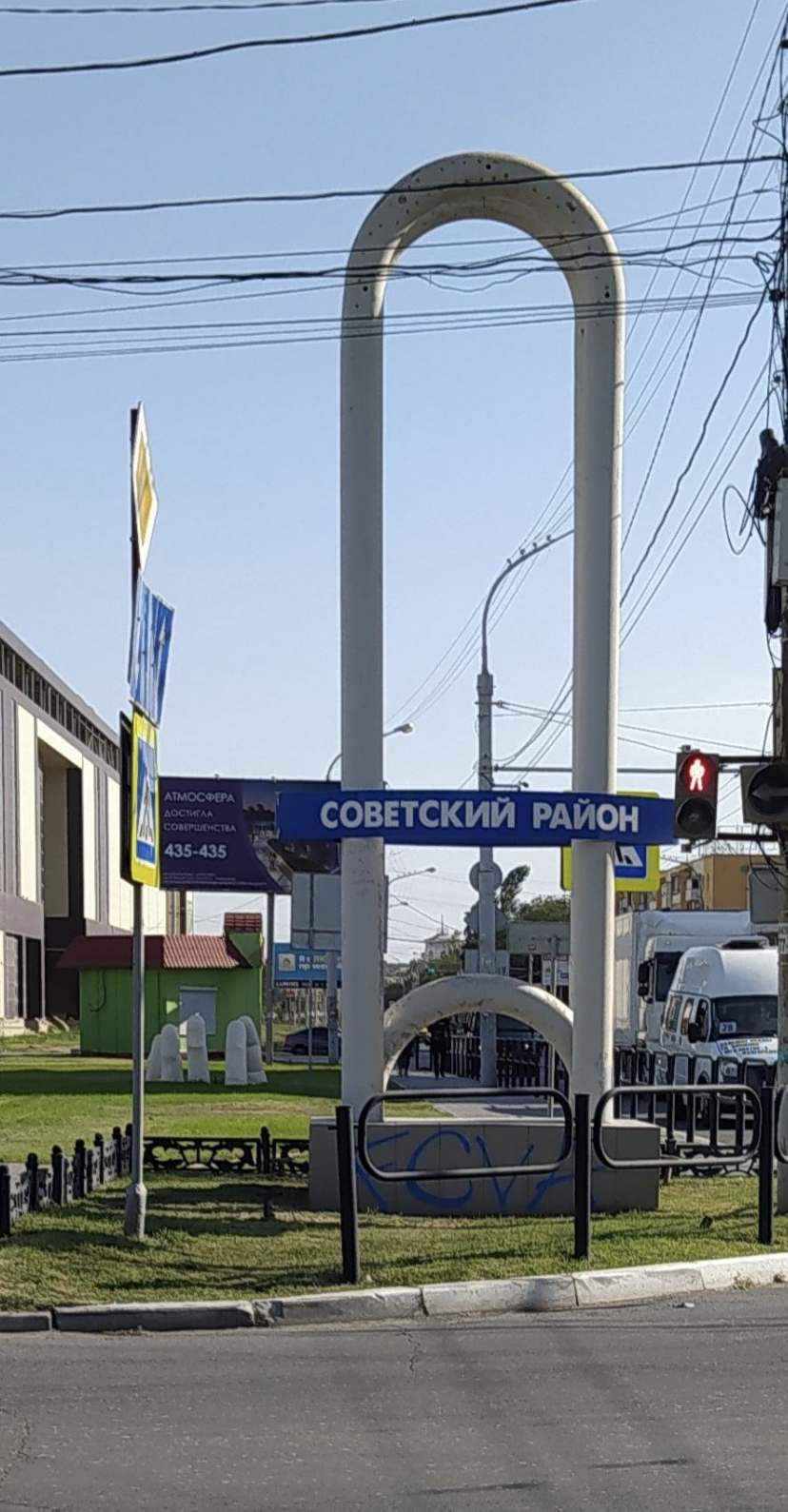
Знак Советский район на улице Бакинская

 Приволжскому затону, с Трусовским районом г. Астрахани — по реке Волга; с юго-востока и востока — с муниципальным образованием Приволжский район Астраханской области. Площадь района — около 100 км².

## История
Район создан Указом Президиума Верховного Совета РСФСР от 21 февраля 1975 года и принятым на его основании решением Астраханского горисполкома «Об утверждении границ администраций районов в левобережной части Астрахани» от 11 марта 1975 года. В 1993 году к району была присоединена территория бывшего посёлка Семиковка.

## Население
| 1979     | 1989     | 2002     | 2009     | 2010     | 2012     | 2013     | 2014     | 2015     |
| -------- | -------- | -------- | -------- | -------- | -------- | -------- | -------- | -------- |
| 116 118  | ↗149 106 | ↘147 837 | ↗148 425 | ↘145 747 | ↗147 708 | ↗148 469 | ↗149 282 | ↗150 394 |
| 2016     | 2017     | 2018     | 2019     | 2020     | 2021     |          |          |          |
| ↗150 483 | ↗151 356 | ↗152 138 | ↗152 399 | ↗152 643 | ↘127 721 |          |          |          |

Национальный состав
По итогам переписи населения 2020 года проживали следующие национальности (национальности менее 0,1 % и другое см. в сноске к строке «Другие»):
| Национальность | Численность, чел. | Доля     |
| -------------- | ----------------- | -------- |
| Русские        | 77 472            | 60,66 %  |
| Татары         | 8005              | 6,27 %   |
| Казахи         | 4121              | 3,23 %   |
| Азербайджанцы  | 1278              | 1,00 %   |
| Лезгины        | 776               | 0,61 %   |
| Армяне         | 761               | 0,60 %   |
| Аварцы         | 727               | 0,57 %   |
| Украинцы       | 486               | 0,38 %   |
| Чеченцы        | 483               | 0,38 %   |
| Ногайцы        | 308               | 0,24 %   |
| Даргинцы       | 293               | 0,23 %   |
| Табасараны     | 244               | 0,19 %   |
| Калмыки        | 228               | 0,18 %   |
| Узбеки         | 206               | 0,16 %   |
| Кумыки         | 162               | 0,13 %   |
| Другие         | 32 171            | 25,17 %  |
| Итого          | 127 721           | 100,00 % |

## Крупнейшие предприятия
|    | Наименование | Местонахождение                            |
| -- | --- | ------------------------------------------ |
| 1  | ОАО «Астраханский ликеро-водочный завод»                                                                           | ул. Ахшарумова, д. 92                      |
| 2  | МУП г. Астрахань Водоканал                                                                                         | Ул. Джона Рида, 41                         |
| 3  | ООО Единый Информационный-расчетный центр г. Астрахани                                                             | ул. Н. Островского, д. 148, корп. 33       |
| 4  | Астраханский тепловозоремонтный завод-филиал ОАО «Желдорреммаш»                                                    | ул. Боевая, д. 127                         |
| 5  | Филиал «МЭТРО Кэш энд Керри»                                                                                       | Ул. Заводская, 54                          |
| 6  | ОАО АстраханьГазСервис                                                                                             | ул. Боевая, 124                            |
| 7  | ОАО Аэропорт-Астрахань                                                                                             | Аэропортовский проезд, 1, ст.2             |
| 8  | ОАО Астраханская геофизическая экспедиция                                                                          | ул. Ширяева /2-я Дербентская, д. 4/30      |
| 9  | НУЗ «Медико-санитарная часть»                                                                                      | ул. Кубанская, д. 5 М                      |
| 10 | ООО ПО Железобетон                                                                                                 | ул. Фунтовское шоссе, д. 2                 |
| 11 | ОАО Астраханьоблгаз                                                                                                | ул. Ахшарумова, д. 76                      |
| 12 | ГБУЗ АО «Станция скорой медицинской помощи»                                                                        | Ул. Луконина                               |
| 13 | Филиал ОАО МТС в Астраханской области                                                                              | ул. Джона Рида, д. 37                      |
| 14 | ОАО Астраханское судостроительное производственное объединение                                                     | Ул. Адмирала Нахимова, 60                  |
| 15 | ООО Каспи-трэйд | ул Н.Островского, д 124, кв 314            |
| 16 | ООО СК Астраханский автомост                                                                                       | ул. Ульянова, д. 78                        |
| 17 | Пассажирское вагонное депо ОАО «Федеральная пассажирская компания»                                                 | ул. 1-я ГАРАЖНАЯ, д. 7                     |
| 18 | ОАО Пи Астрахангражданпроект                                                                                       | ул. Бакинская, 128                         |
| 19 | ГП АО Астраханьавтодорремстрой                                                                                     | ул Брестская, д 11                         |
| 20 | ООО ПКФ «Евразия»                                                                                                  | ул. Курмангазы, д. 42                      |
| 21 | ООО «Астраханьстройкомплектмонтаж»                                                                                 | ул Космонавтов, д 18                       |
| 22 | ЗАО АСТРАХАНЬСПЕЦАВТОМАТИКА                                                                                        | Набережная реки Царев, 31                  |
| 23 | ООО ЦПС «Сварка»                                                                                                   | г. Хабаровск, ул Постышева, д 22 А, оф 411 |
| 24 | Обособленное структурное подразделение ЗАО «Тандер» -магазин «Магнит»                                              | ул. Звездная, д. 55                        |
| 25 | ООО «Газэнергосеть Поволжье»                                                                                       | Шаумяна, 23                                |
| 26 | Обособленное подраздение ООО «Лента»                                                                               | Ник. Островского 146а                      |
| 27 | ООО ЭМП ЭРА-СВ | улица Адмирала Нахимова, 60                |
| 28 | Астраханское отделение ФГУП «Государственная корпорация по организации воздушного движения в Российской Федерации» |                                            |
| 29 | ООО КФ Карон | ул. Д. Рида, д. 6 А                        |
| 30 | ЗАО «Астрахань ЭкоСервис»                                                                                          | ул. Рождественского, д. 4                  |
| 31 | ООО СК Инвест-Строй                                                                                                | ул. Юрия Селенского, д 13                  |
| 32 | Астраханская Таможня                                                                                               | ул. Адмирала Нахимова, д. 42               |
| 33 | Гипермаркет ООО «О’кей»                                                                                            | Ул. Боевая 25                              |
| 34 | ООО «Фантом» | ул. Н. Островского, д. 124                 |
| 35 | ООО «Алко Вита» | ул. Д. Рида, д. 37 Я                       |
| 36 | ФКУ «Управление финансового обеспечения Министерства обороны РФ по АО»                                             | ул. Кубанская, д. 23, корп. 2              |
| 37 | ГКУ АО «Областная спасательно-пожарная служба»                                                                     | ул. Б. Хмельницкого, д. 13, корп. 2        |
| 38 | Филиал ОАО «Газпром автоматизация» в г. Астрахань                                                                  |                                            |
| 39 | Обособленное подразделение ЗАО «Дж. Т.И. ПО по маркетингу и продажам» в г. Астрахани                               |                                            |
| 40 | ООО «Каспийская Энергия Управление»                                                                                | ул. Адмирала Нахимова, д. 60               |
| 41 | ООО "ЦМТ «ШЕЛЬФ»                                                                                                   | ул. Адмирала Нахимова, д. 60               |
| 42 | ООО «Мастер-Сервис»                                                                                                | ул. Н. Островского, д. 148, офис 442       |
| 43 | ООО "УСК «Стройкомплекс»                                                                                           | ул. Боевая, д. 119                         |
| 44 | ООО «ДиС» | ул. Ульянова, д. 96 А                      |
| 45 | ГБУЗ АО «Клинический родильный дом»                                                                                | Ул. Ахшарумова, 82                         |
| 46 | ООО «Бизнес Кар Каспий»                                                                                            | Аэропортовское шоссе, 48                   |

## Достопримечательности
- Кафедральный собор Святого равноапостольного князя Владимира

## Места отдыха, парки и скверы
- Парк «Дружба»;
- Сад Велосипедистов(заброшен);
- Парк «Планета»(закрыт);
- Сквер Габдуллы Тукая;
- Сквер Ветеранов;
- Парк Знаний;
- Амурский бульвар;
- Бульвар Энергетиков;
- Аллея Воинов-интернационалистов

## Учебные заведения
|    | Полное наименование учреждения | Фактический адрес                    |
| -- | --- | ------------------------------------ |
| 1  | Муниципальное бюджетное общеобразовательное учреждение г. Астрахани «Средняя общеобразовательная школа № 1» | ул. Боевая, 59б                      |
| 2  | Муниципальное бюджетное общеобразовательное учреждение г. Астрахани «Средняя общеобразовательная школа № 14» | ул. Бэра, 42                         |
| 3  | Муниципальное бюджетное общеобразовательное учреждение г. Астрахани «Средняя общеобразовательная школа № 18 имени 28 Армии»                                                                                           | ул. М.Луконина, 6а                   |
| 4  | Муниципальное бюджетное общеобразовательное учреждение г. Астрахани «Начальная общеобразовательная школа № 19» | ул. 3-я Рыбацкая, 5                  |
| 5  | Муниципальное бюджетное общеобразовательное учреждение г. Астрахани «Средняя общеобразовательная школа № 33 им. Н. А. Мордовиной»                                                                                     | ул. Звездная, 15а                    |
| 6  | Муниципальное бюджетное общеобразовательное учреждение г. Астрахани «Средняя общеобразовательная школа № 37» | ул. Боевая, 8 корп.1                 |
| 7  | Муниципальное бюджетное общеобразовательное учреждение г. Астрахани «Средняя общеобразовательная школа № 48» | ул. Звездная, 59 корп.1              |
| 8  | Муниципальное бюджетное общеобразовательное учреждение г. Астрахани «Средняя общеобразовательная школа № 49» | ул. Звездная,41/1                    |
| 9  | Муниципальное бюджетное общеобразовательное учреждение г. Астрахани «Средняя общеобразовательная школа № 51» | ул. Адмирала Нахимова,44             |
| 10 | Муниципальное бюджетное общеобразовательное учреждение г. Астрахани «Средняя общеобразовательная школа № 52» | ул. Панфилова, 36                    |
| 11 | Муниципальное бюджетное общеобразовательное учреждение г. Астрахани «Средняя общеобразовательная школа № 59» | ул. Богдана Хмельницкого,20          |
| 12 | Муниципальное бюджетное общеобразовательное учреждение г. Астрахани «Средняя общеобразовательная школа № 74» | ул. Адм. Нахимова, 34                |
| 13 | Муниципальное бюджетное общеобразовательное учреждение г. Астрахани «Гимназия № 2» | ул. Луконина, 4а                     |
| 14 | Муниципальное бюджетное общеобразовательное учреждение г. Астрахани «Гимназия № 4» | ул. Б. Хмельницкого, 16/2            |
| 15 | Муниципальное казённое вечернее (сменное) общеобразовательное учреждение г. Астрахани «Открытая (сменная) общеобразовательная школа № 3»                                                                              | ул. Артезианская,17                  |
| 16 | Муниципальное казенное вечернее (сменное) общеобразовательное учреждение г. Астрахани «Открытая (сменная) общеобразовательная школа № 6»                                                                              | ул. Шевченко,3                       |
| 17 | Муниципальное казённое вечернее (сменное) общеобразовательное учреждение г. Астрахани «Вечерняя (сменная) общеобразовательная школа № 4»                                                                              | учреждение УД-249/2                  |
| 18 | Муниципальное казённое вечернее (сменное) общеобразовательное учреждение г. Астрахани «Вечерняя (сменная) общеобразовательная школа № 10»                                                                             | УД-249/6                             |
| 19 | Муниципальная казенная общеобразовательная школа-интернат г. Астрахани «Общеобразовательная школа-интернат среднего (полного) общего образования № 3»                                                                 | ул. Ахшарумова,80                    |
| 20 | Муниципальное образовательное учреждение дополнительного образования детей г. Астрахани «Центр дополнительного образования детей № 1»                                                                                 | ул. Ахшарумова, 90                   |
| 21 | Муниципальное бюджетное образовательное учреждение дополнительного образования детей г. Астрахани "Центр дополнительного образования детей «Калинка»                                                                  | ул. Боевая, 81/1                     |
| 22 | Муниципальное бюджетное дошкольное образовательное учреждение г. Астрахани «Детский сад № 11» | ул. Н.Островского, 63 а              |
| 23 | Муниципальное бюджетное дошкольное образовательное учреждение г. Астрахани «Детский сад № 14» | ул. 4-я Народная, 25                 |
| 24 | Муниципальное бюджетное дошкольное образовательное учреждение г. Астрахани "Детский сад общеразвивающего вида с приоритетным осуществлением деятельности по физическому развитию детей № 18 «Настенька»               | ул. Чигорина, 14 а/2-я Дорогиная, 36 |
| 25 | Муниципальное бюджетное дошкольное общеобразовательное учреждение г. Астрахани "Детский сад комбинированного вида № 28 «Чайка»                                                                                        | ул. Безжонова, 80 а                  |
| 26 | Муниципальное бюджетное дошкольное образовательное учреждение г. Астрахани «Детский сад общеразвивающего вида с приоритетным осуществлением деятельности по художественно-эстетическому развитию детей № 29»          | ул. Боевая 72 б                      |
| 27 | Муниципальное бюджетное дошкольное образовательное учреждение г. Астрахани «Детский сад комбинированного вида № 31»                                                                                                   | ул. Космонавтов, 10/1                |
| 28 | Муниципальное бюджетное дошкольное образовательное учреждение г. Астрахани «Детский сад комбинированного вида № 38»                                                                                                   | ул. Звездная, 15 б                   |
| 29 | Муниципальное бюджетное дошкольное общеобразовательное учреждение г. Астрахани «Детский сад комбинированного вида № 46»                                                                                               | ул. Верещагина, 59/Каширская, 24     |
| 30 | Муниципальное бюджетное дошкольное образовательное учреждение г. Астрахани «Детский сад комбинированного вида № 53»                                                                                                   | ул. Луконина, 10 корп. 2             |
| 31 | Муниципальное бюджетное дошкольное образовательное учреждение г. Астрахани "Детский сад комбинированного вида № 58 «Аленький цветочек»                                                                                | проезд Воробьева, 6/1                |
| 32 | Муниципальное бюджетное дошкольное образовательное учреждение г. Астрахани "Детский сад общеразвивающего вида с приоритетным осуществлением деятельности по физическому развитию детей № 68 «Морячок»                 | ул. Адмирала Нахимова, 54            |
| 33 | Муниципальное бюджетное дошкольное образовательное учреждение г. Астрахани «Детский сад комбинированного вида № 85»                                                                                                   | ул. Боевая, 59 а                     |
| 34 | Муниципальное казённое дошкольное образовательное учреждение г. Астрахани «Детский сад присмотра и оздоровления № 88»                                                                                                 | ул. Генерала Епишева, 57             |
| 35 | Муниципальное бюджетное дошкольное образовательное учреждение г. Астрахани «Детский сад общеразвивающего вида с приоритетным осуществлением деятельности по художественно-эстетическому развитию детей № 100»         | ул. Дубровинского, 54 а              |
| 36 | Муниципальное бюджетное дошкольное образовательное учреждение г. Астрахани «Детский сад обще развивающего вида с приоритетным осуществлением деятельности по художественно-эстетическому развитию детей № 104»        | ул. Н. Островского, 7                |
| 37 | Муниципальное бюджетное дошкольное образовательное учреждение г. Астрахани "Детский сад общеразвивающего вида с приоритетным осуществлением деятельности по художественно-эстетическому развитию детей № 108 «Ивушка» | ул. Дубровинского, 60 а              |
| 38 | Муниципальное бюджетное дошкольное образовательное учреждение г. Астрахани «Детский сад комбинированного вида № 109»                                                                                                  | ул. Немова, 32 а                     |
| 39 | Муниципальное бюджетное дошкольное образовательное учреждение г. Астрахани «Детский сад комбинированного вида № 116»                                                                                                  | проезд Воробьева, 14 корп. 1         |
| 40 | Муниципальное бюджетное дошкольное образовательное учреждение г. Астрахани «Детский сад комбинированного вида № 122»                                                                                                  | ул. Краснодарская, 43/1              |
| 41 | Муниципальное бюджетное дошкольное образовательное учреждение г. Астрахани «Детский сад комбинированного вида № 126»                                                                                                  | ул. Боевая,71/1                      |
| 42 | Муниципальное бюджетное дошкольное образовательное учреждение г. Астрахани "Детский сад общеразвивающего вида с приоритетным осуществлением деятельности по социально-личностному развитию детей № 127 «Огонёк»       | ул. Звездная, 49/1                   |
| 43 | Муниципальное бюджетное дошкольное образовательное учреждение г. Астрахани "Детский сад комбинированного вида № 129 «Высотка»                                                                                         | ул. Кубанская, 31/2                  |
| 44 | Муниципальное бюджетное дошкольное образовательное учреждение г. Астрахани "Детский сад комбинированного вида № 132 «Кузнечик»                                                                                        | ул. Н. Островского, 152/1            |

| №  | Учреждение                                                                      | Адрес                 |
| -- | ------------------------------------------------------------------------------- | --------------------- |
| 1  | АФ Южно-Российский гуманитарный институт                                        | Н. Островского, 56 А  |
| 2  | Лингвистический лицей                                                           | Адм. Нахимова 115, А  |
| 3  | АФ Волгоградская академия государственной службы                                | Б. Хмельницкого, 33 А |
| 4  | Каспийский филиал ФГОУ ВПО «Морская государственная академия им. Ф. Ф. Ушакова» | Б. Хмельницкого, 3    |
| 5  | Астраханское суворовское военное училище МВД России                             | Наб.реки Царев, 9     |
| 6  | АФ Российского гуманитарного университета                                       | Н. Островского, 127   |
| 8  | НОУ Астраханский финансово-экономический колледж                                | Звездная, 21 А        |
| 9  | ГБОУ АО СПО «Астраханский государственный колледж профессиональных технологий»  | ул. Адм. Нахимова, 62 |
| 10 | Профессиональный лицей, 23                                                      | Сабанс-яр, 11         |

| 11 | Областное государственное бюджетное образовательное учреждение среднего специального образования «Астраханский базовый медицинский колледж» | ул. Николая Островского, 111 |

СПОРТИВНЫЕ УЧРЕЖДЕНИЯ
| №  | Название                         | Адрес                                |
| -- | -------------------------------- | ------------------------------------ |
| 1  | СДЮШОР № 7 по гандболу           | ул. Бэра, 47 А                       |
| 2  | Спортивный клуб «Судостроитель»  | ул. Адм. Нахимова, 45                |
| 3  | Автошкола РОСТО                  | ул. Н. Островского, 127              |
| 4  | Советский Совет РОСТО            | ул. Б.Хмельницкого, 10               |
| 5  | Автоклуб «МИРАЖ»                 | Наб. реки Царев, 119 А               |
| 6  | Водно-гребная база               | Наб. Золотого затона, 2              |
| 7  | СК Звездный                      | ул. Н. Островского, 147              |
| 8  | Юниор Футбольная школа           | Михаила Луконина, 6 к1               |
| 9  | Новое Поколение Спорткомплекс    | Михаила Луконина, 6 к1               |
| 10 | Ирбис Центр боевых искусств      | Звёздная, 21а, 1 этаж; вход со двора |
| 11 | Школа боевого каратэ киокушинкай | Улица Бэра, 47а, 2 этаж              |

МУ «Центр развития молодёжных инициатив»
Подростковые клубы, расположенные на территории Советского района
1. «Вымпел» ул. Краснодарская д. 43 корп. 2
2. «Пламя» ул. Пороховая д. 18
3. «Бригантина» ул. 1-я Литейная д. 10 А
4. «Эдельвейс» ул. Н.Островского д. 61 А
5. «Искра» ул. Н.Островского д. 113
6. «Юность» ул. Космонавтов д. 4 
ФИЛИАЛЫ БИБЛИОТЕК, РАСПОЛОЖЕННЫХ В СОВЕТСКОМ РАЙОНЕ.
Взрослые Детские 
Филиал № 2 ул. Дубровинского д. 52, корп.1 Филиал № 1 ул. Немова д. 28
Филиал № 4 пр. Воробьева д. 7 Филиал № 11 ул. 1-я Литейная д. 10 А
Филиал № 7 ул. Немова д. 28 Филиал № 13 ул. Космонавтов д. 12, корп. 1
Филиал № 18 ул. Адм. Нахимова д. 141
Филиал № 19 ул. Н.Островского д. 156

## Медицинские учреждения
| №  | Наименование учреждения | Адрес                                                   |
| 1  | Государственное бюджетное учреждение здравоохранения Астраханской области «Городская клиническая больница № 2 имени братьев Губиных»                                                 | ул. Кубанская, д.1                                      |
| 2  | Государственное бюджетное учреждение здравоохранения Астраханской области «Областная детская клиническая больница имени Н. Н. Силищевой», (Подразделение № 2)                        | ул. Н.Островского д.119.                                |
| 3  | Государственное бюджетное учреждение здравоохранения Астраханской области «Городская поликлиника № 1»                                                                                | ул. М. Луконина, 12, корпус 3                           |
| 4  | Государственное бюджетное учреждение здравоохранения Астраханской области «Городская поликлиника № 3»                                                                                | ул. Адмирала Нахимова, 135                              |
| 5  | Государственное бюджетное учреждение здравоохранения Астраханской области «Детская городская поликлиника № 4»                                                                        | ул. Н. Островского, 66, корп. 2                         |
| 6  | Государственное бюджетное учреждение здравоохранения Астраханской области «Детская городская поликлиника № 5»                                                                        | пр. Воробьева, 11/11                                    |
| 7  | Государственное бюджетное учреждение здравоохранения Астраханской области "Стоматологическая поликлиника № 1                                                                         | ул. Боевая, 71/67                                       |
| 8  | Государственное бюджетное учреждение здравоохранения Астраханской области Медицинский центр «Пластическая хирургия и косметология»                                                   | ул. Боевая, 61                                          |
| 9  | Государственное бюджетное учреждение здравоохранения Астраханской области «Областной центр крови»                                                                                    | ул. Кубанская, 1 «Б»                                    |
| 10 | Государственное бюджетное учреждение здравоохранения Астраханской области «Клинический родильный дом»                                                                                | ул. Ахшарумова, 82                                      |
| 11 | Государственное бюджетное учреждение здравоохранения Астраханской области «Центр медицины катастроф и скорой медицинской помощи» - «Подстанция Центральная» - «Подстанция Советская» | ул. Луконина, д.5 ул.2-я Степная/ул. 1-я Степная, д.5/7 |
| 15 | Государственное бюджетное учреждение здравоохранения Астраханской области «Бюро судебно-медицинской экспертизы»                                                                      | ул. Ф.Энгельса, 10                                      |
| 16 | Федеральное государственное бюджетное учреждение «Научно-исследовательский институт по изучению лепры» Министерства здравоохранения Российской Федерации                             | проезд Николая Островского, 3                           |
| 17 | Федеральное казенное учреждение здравоохранения «Астраханская противочумная станция» Федеральной службы по надзору в сфере защиты прав потребителей и благополучия человека          | ул. Кубанская, д.3                                      |